# Laurie Canter

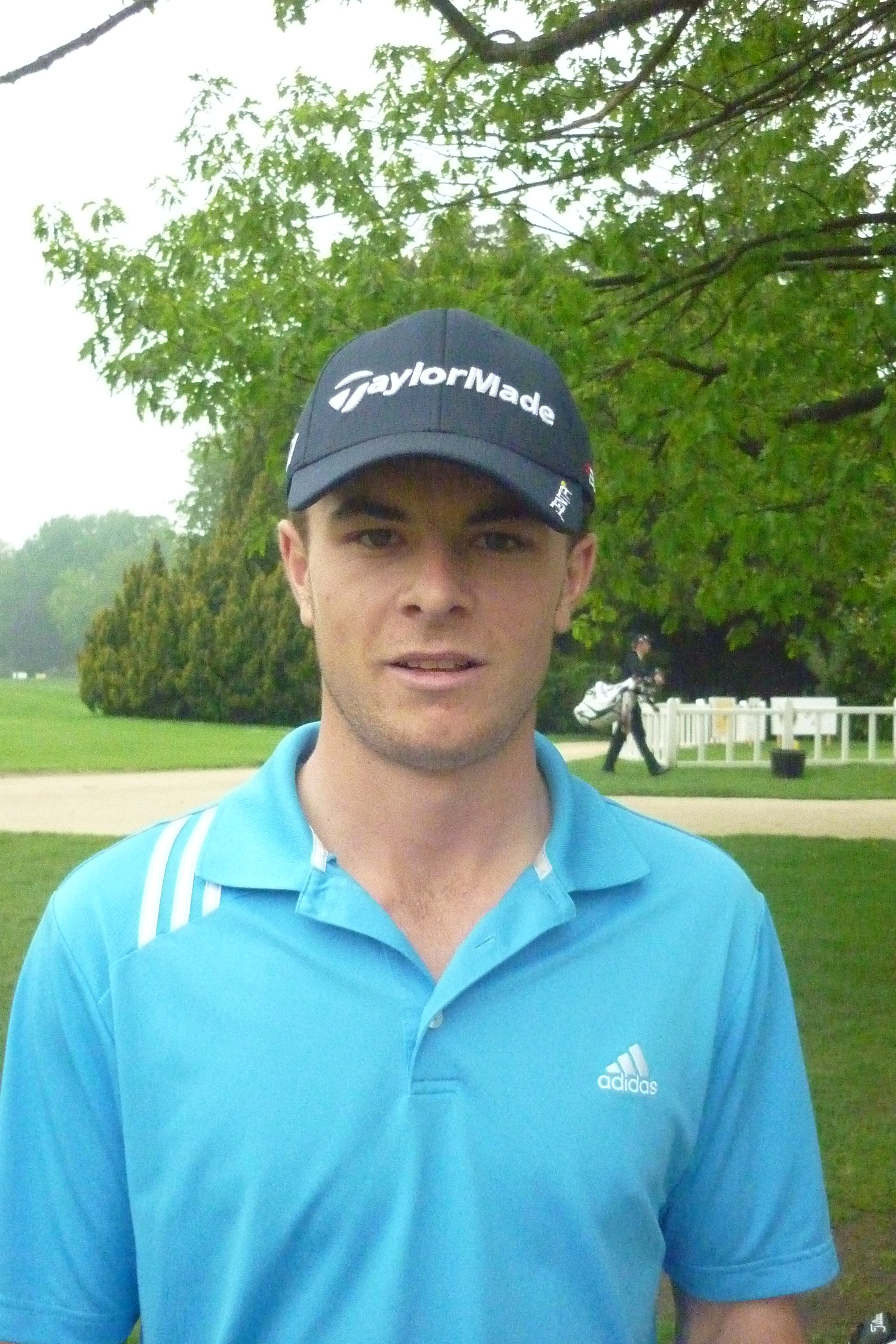
Laurie Canter, 2012.

Laurence Richard "Laurie" Canter, född 3 november 1989 i Bath i England i Storbritannien, är en engelsk professionell golfspelare som spelar för Liv Golf och PGA European Tour. Han har tidigare spelat bland annat på Challenge Tour.
Hans bästa resultat i majortävlingar är en delad 37:e plats vid 2017 års The Open Championship. Canters bästa prestation vid Liv Golf Invitational Series 2022 har varit en delad 18:e plats vid Liv Golf Invitational London och där han kunde inkassera 232 000 amerikanska dollar i prispengar. Han fick ytterligare 125 000 dollar i prispengar efter att hans lag Majesticks GC kunde säkra tredje platsen i lagtävlingen.